# Дуель (повість Конрада)
«Дуе́ль» (англ. The Duel: A Military Tale) — повість англійського письменника Джозефа Конрада, написана 1907 року; описує багаторічну дуель між двома французькими офіцерами. Події розгортаються на тлі Наполеонівських воєн та подальшої Реставрації Бурбонів.

## Сюжет
Лейтенант д'Юбер перериває світський візит лейтенанта Феро і повідомляє йому, що командування в особі генерала велить вирушити під домашній арешт через дуель, що сталася раніше та закінчилася смертю противника лейтенанта Феро. Той вирішує, що його честь ображено. Оскільки він не може викликати генерала, то пропонує битися на дуелі лейтенанту д'Юберу. Хоча д'Юбер і не має жодного бажання погоджуватися на виклик, перша дуель відбувається тут же, в саду будинку Феро. В результаті д'Юбер ранить Феро. Д'Юбер не хоче обговорювати причин дуелі, оскільки, вважає привід дурним, внаслідок чого подія обростає чутками та пересудами.
Згодом офіцери продовжують свою дуель за кожної нагоди. Вдруге поранено д'Юбера, втретє — обох. Д'Юбер просувається кар'єрними сходами, що тимчасово унеможливлює для Феро виклик противника на новий поєдинок, проте щоразу через нетривалий час їхні звання зрівнюються, що дозволяє продовжити дуель. Їхня ворожнеча припиняється тільки тоді, коли французька армія відступає внаслідок невдалого військового походу до Росії.
Під час реставрації Бурбонів д'Юбер через хворобу не може брати участі в поверненні Наполеона. У новій армії він отримує генеральський чин. Феро тим часом потрапляє в опалу, його обрано для показового суду над наполеонівськими генералами. Однак д'Юберу вдається врятувати свого ворога, особисто попросивши про це Жозефа Фуше.
Д'Юбер збирається одружитися, проте він не до кінця впевнений у почуттях своєї майбутньої дружини. Зненацька він отримує черговий виклик від Феро. Д'Юбер розповідає про дуель майбутньому тестю, який обурений звичаями сучасної молоді. Під час останньої дуелі, маючи нагоду вбити Феро, д'Юбер відмовляється це зробити. Тепер життя Феро належить йому. Повернувшись додому, д'Юбер застає свою наречену в себе вдома, що в ті часи для жінки було сміливим і неоднозначним вчинком. Тепер він упевнений у її коханні і відчуває до Феро вдячність.

## Історія створення
Конрад почав писати повість наприкінці 1906 року, а закінчив у квітні 1907 року. У повісті відбито інтерес Конрада до наполеонівської епохи і постаті самого Наполеона. За основу сюжету Конрад взяв відому історію ворожнечі двох офіцерів наполеонівської армії, що реально існували, описану раніше, принаймні, в 14 різних джерелах. Найпевніш, Конрад взяв за основу свого твору опублікований 1853 року нарис французького письменника Альфреда Д'Аламбера. Спочатку Конрад планував назвати повість «Володарі Європи: Військова історія» (англ. The Masters of Europe: A Military Tale).

## Публікація
Конрад припускав, що повість буде опубліковано в одному з літературних журналів. Однак опублікування повісті затяглося до 1908 року, коли її прийняв британський журнал «Pall Mall Magazine». Наприкінці того ж року повість опубліковано в американському журналі «Forum» під назвою «Справа честі» (англ. A Point of Honour). 1920 року повість надруковано в складі авторської збірки повістей та оповідань «Набір із шести» (англ. A Set of Six).

## Сприйняття
Спочатку Конрад планував написати оповідання, в якому відбилася б наполеонівська епоха, проте, на думку критиків, у результаті повість вийшла далеко за рамки звичайної історичної прози. Деякі ранні критики відзначали це як недолік повісті. Крім того, відзначалася недостатня психологічна глибина героїв та банальність авторського трактування героїчної теми. Пізніші критики, навпаки, відзначали небанальність сюжету повісті. Наприклад, фахівець із творчості Конрада, Едвард Спарроу, зазначає, що дуель у повісті абсолютно «неортодоксальна». Вона починається не так, як належить, при цьому д'Юбер — єдина людина, не відзначена безумством.
У повісті простежується аналогія між Наполеоном, який розпочав дуель з усією Європою (перші рядки повісті), та двома офіцерами, які ведуть свою шалену дуель. Каору Ямамото зазначає, що дуелі головних героїв йдуть за найважливішими подіями наполеонівських воєн. Він називає «Дуель» історією про нескінченну реакцію на виклики інших та відповідальність.

## Екранізація
1977 року режисер Рідлі Скотт екранізував повість під назвою «Дуелянти». На відміну від оригіналу, у фільмі Скотта значно більше уваги приділено показу самих дуелей. Крім того, Скотт додав ще одну дуель, якої не було в повісті, що відбувається під час російської кампанії. Попри успіх фільму, деякі критики відзначали, що Скотту не вдалося повною мірою перенести на екран книгу Конрада.